# Rocher de l'Éléphant (Italie)
Pour les articles homonymes, voir Rocher de l'éléphant.
Le rocher de l'Éléphant (en italien : roccia dell'Elefante), est une masse rocheuse constituée de trachyte et d'andésite dont la forme rappelle celle d'un éléphant. Le rocher mesure environ 4 mètres de haut et est situé à Castelsardo — dans le hameau de Multeddu exactement — en Sardaigne. 
Le rocher a également une importance archéologique. En effet, deux domus de janas d'époque prénuragique sont logés à l'intérieur.

## Galerie (domus de janas)

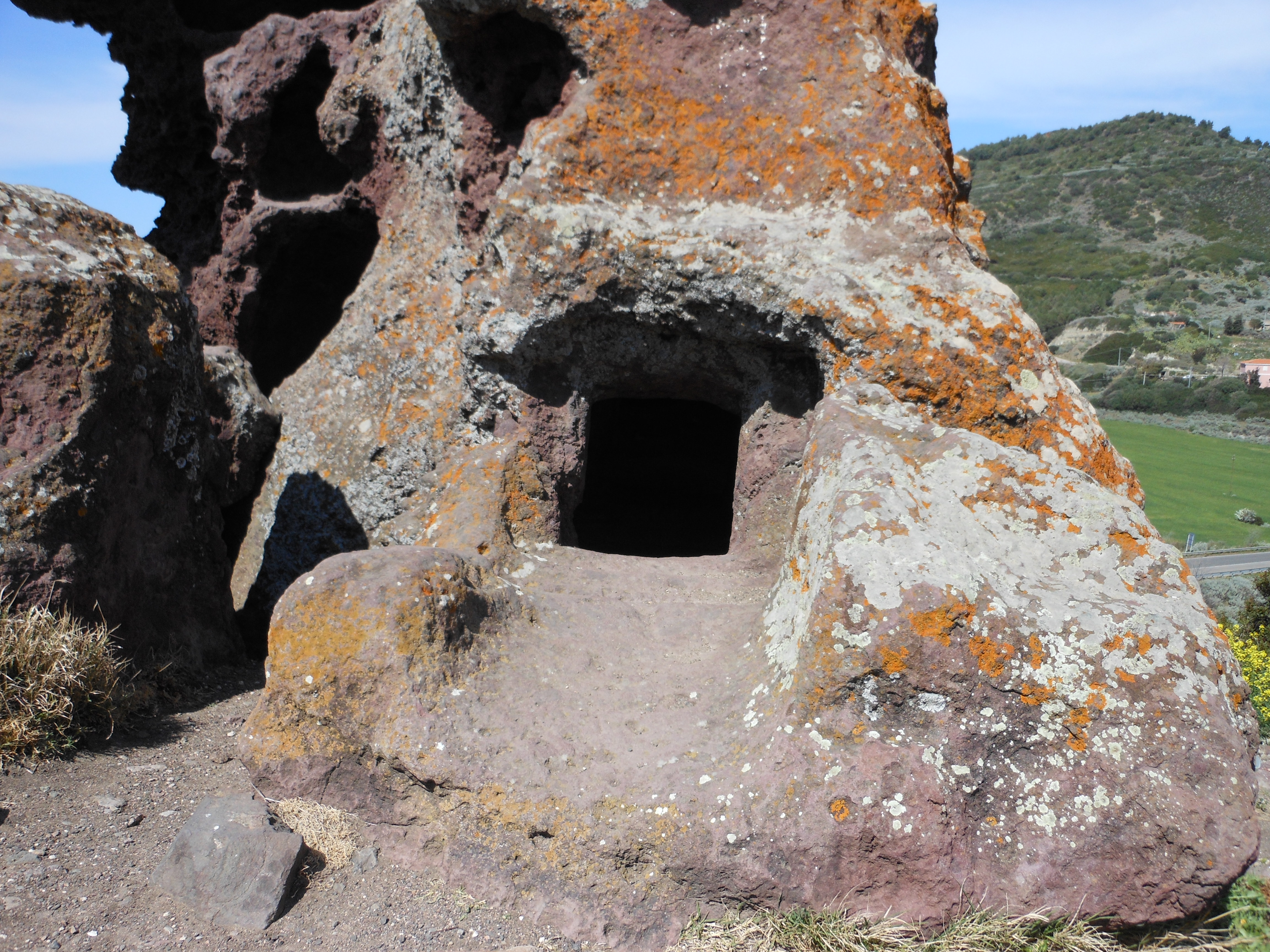
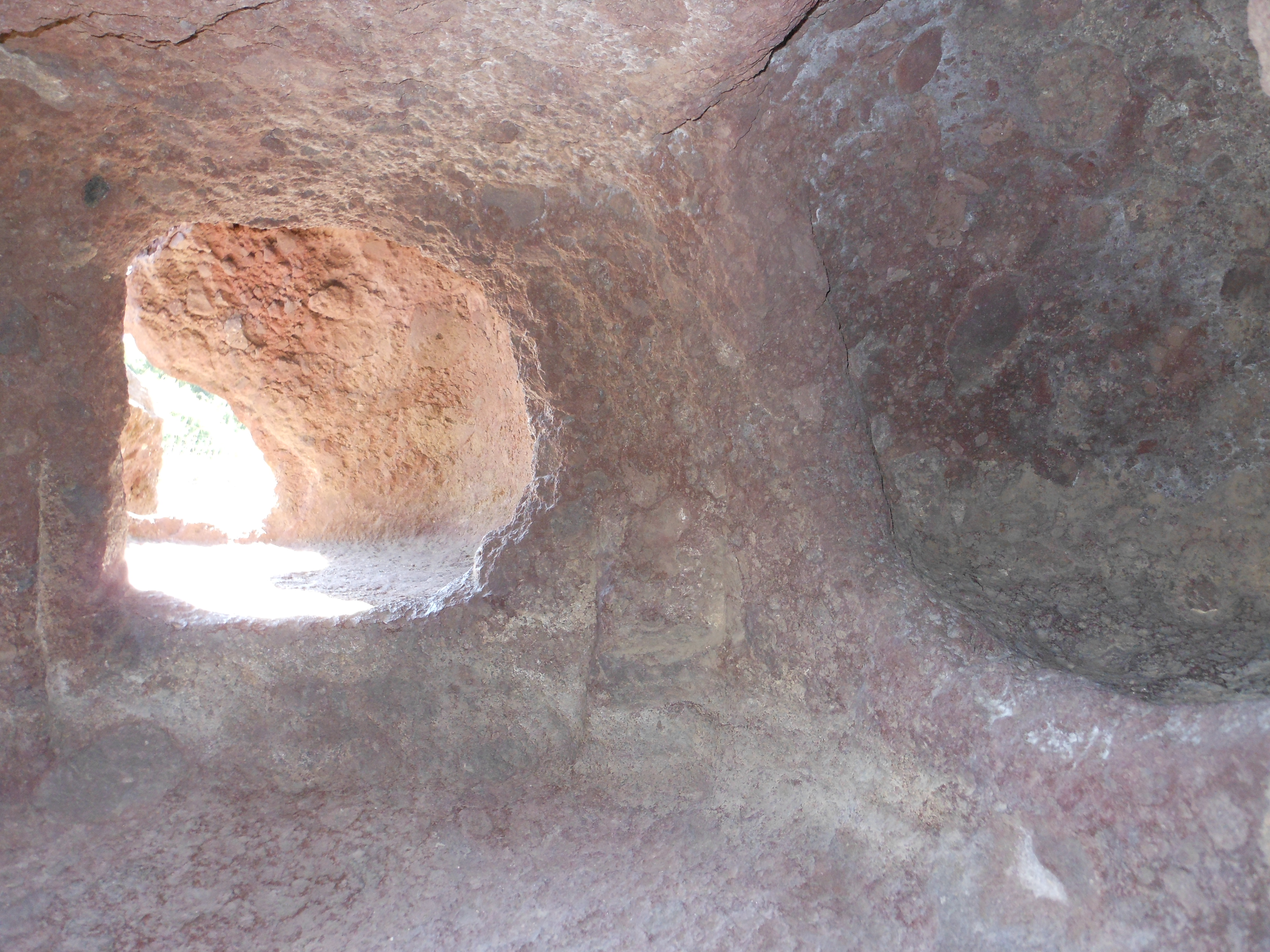
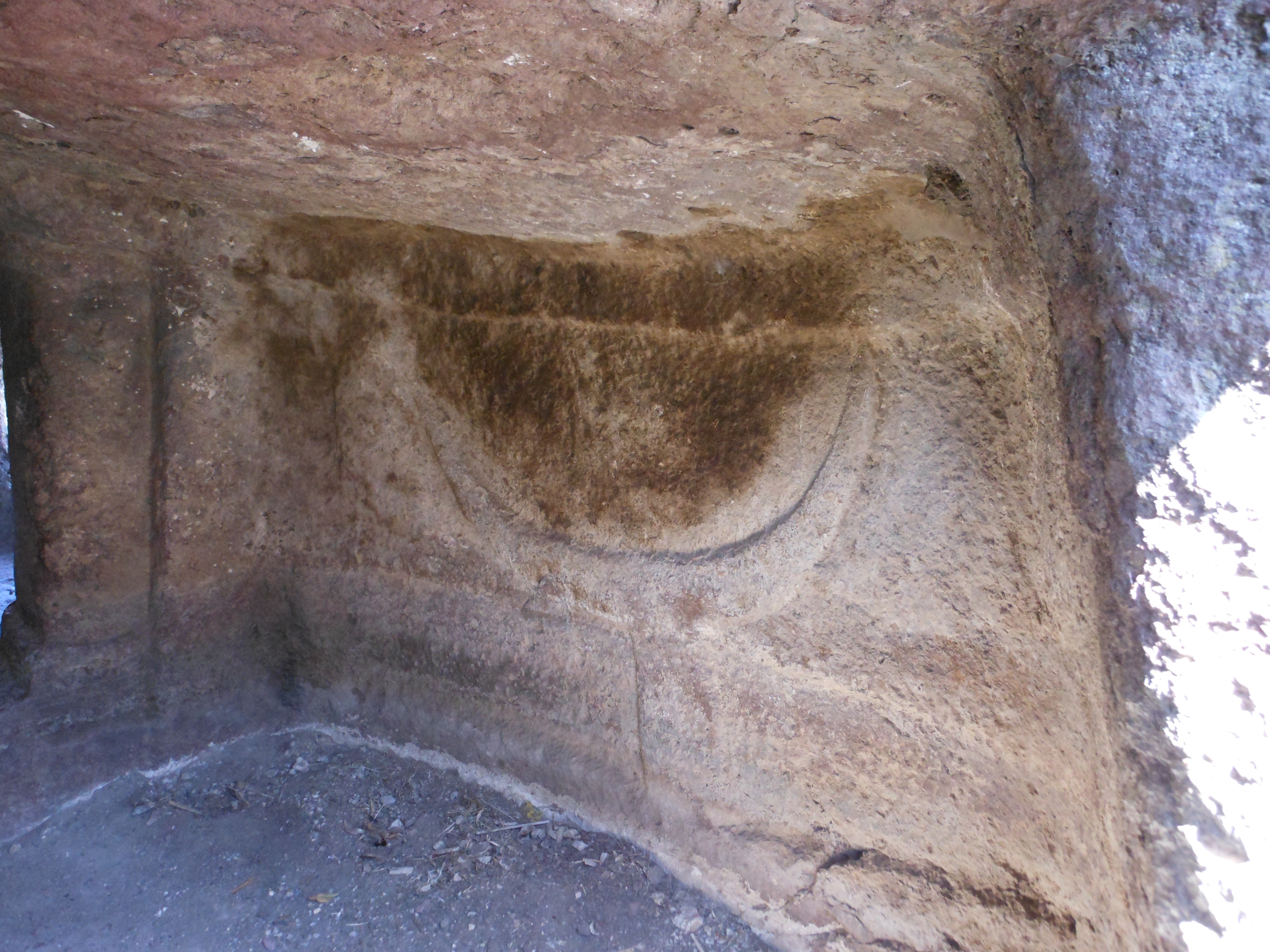

## Protection
Le site archéologique est inscrit sur la liste du patrimoine mondial en 2025 par l'UNESCO, en tant que partie du bien « Tradition funéraire dans la Sardaigne préhistorique – Les domus de janas ».